# Das Ding aus dem Sumpf
Das Ding aus dem Sumpf ist eine US-amerikanische Comicverfilmung aus dem Jahr 1982. Regie führte Wes Craven, der auch das Drehbuch schrieb. Der Film basiert auf den DC Comics Swamp Thing von Len Wein und Bernie Wrightson aus dem Jahr 1971. Die Fernsehpremiere in Deutschland fand am 26. Juli 1986 statt.

## Handlung
Der junge Wissenschaftler Alec Holland entwickelt ein Präparat aus tierischer und pflanzlicher Materie in den Sümpfen North Carolinas, das bewirken soll, dass Lebewesen unter extremen Bedingungen existieren können. Als der Millionär Arcane die Forschungen für seine Machtpläne ausnutzen will, soll die Regierungsangestellte Alice Dr. Holland zurückholen. Als die Frau eintrifft, brechen Arcane und seine Leute in das Labor ein. Der nun mit dem Präparat kontaminierte Holland flüchtet in den Sumpf. Dort verwandelt er sich in ein Monster – halb Tier, halb Pflanze – das aber immer noch menschlich fühlt. Nach einem Kampf zwischen Holland und Arcane wird Arcane mit dem Präparat in Kontakt gebracht und verwandelt sich ebenfalls in ein Monster. Zuletzt besiegt Dr. Holland Arcane und seine Bande und kann so Alice retten.

## Kritik
„Der unbeholfen inszenierte Horrorfilm mit mehreren Anleihen bei Klassikern des Genres verzichtet auf Blutbäder und übertriebene Schockelemente. Das triviale Märchen wurde einem Comic-Strip nachempfunden und hat gelegentlich sogar Anflüge von stiller (aber ungelenker) Poesie.“

## Auszeichnungen
1983: Nominierung für den Saturn Award in der Kategorie Bester Horrorfilm

## Fortsetzungen
Die Fortsetzung Das grüne Ding aus dem Sumpf (Originaltitel: The Return of Swamp Thing) aus dem Jahr 1989 und die auf dem Film basierende Fernsehserie Swamp Thing (1990–1993) waren weniger erfolgreich.
Eine 2019 veröffentlichte Serie wurde bereits nach 10 Folgen wegen kreativer Differenzen wieder eingestellt.